# ديفيد لامب (صحفي)
ديفيد لامب (بالإنجليزية: David Lamb)‏ هو صحفي أمريكي، ولد في 5 مارس 1940، وتوفي في 5 يونيو 2016.